# Adam Sandler
Adam Richard Sandler (Brooklyn, New York, 9. rujna 1966.) je američki komičar, glumac, scenarist i glazbenik.
Karijeru je počeo u američkoj emisiji zvanoj Saturday Night Live (hrv. Subotnja Večer Uživo). Najpoznatije uloge su mu u filmovima Tata od formata, Luda vjenčanja i Vodonoša, a poznat je po još važnih uloga.

## Rani život
Rodio se u New Yorku u SAD-u, kao sin medicinske sestre Judy Sandler i oca injžinjera Stanleya Sandlera. Kao petogodišnjak se preselio s roditeljima u Manchaster u New Hampshire gdje je završio srednju školu. Kao dječak često je ljetovao po kampovima diljem SAD-a te sve zgode iz toga razdoblja priča u svojim komičarskim nastupima. Diplomirao je na sveučilištu u New Yorku 1988.

## Glumačka karijera
1980-ih Sandler je glumio prijatelja Theoa Huxtiblea, Smittya u popularnoj humorističnoj seriji Cosby Show. Tada ga je otkrio komičar Dennis Miller koji ga je preporučio ekipi Saturday Night Live-a 1990. Ostao je u SNL do 1995. godine kada se odlučio posvetiti glumačkoj karijeri.
Sandlerova prva uloga bila je u komediji Prelazak Prijeko (eng. Going Overboard). 1995 glumio je u filmu Billy Madison u kojem glumi odraslog muškarca koji ponavlja sve razrede ocu u inat. Igrao je u mnogo uspješnih komedija kao što su Otporan na metke, Sretni Gilmour, Svadbeni pjevač, ali najveću slavu donijela mu je uloga zaostaloga muškarca koji nogometnoj momčadi donosi vodu Vodonoša.Značajnu ulogu donio mu je film Tata od formata iz 1999. godine. Posljednji film mu je You don't mess with the Zohan (2008.).

## Privatni život
U lipnju 2003. godine Sandler je oženio Jacqueline Samantha Titone i s njom ima kćer Cedars-Sinai rođenu 2006. godine. Adam s obitelji živi u Los Angelesu ali posjeduju kuću u New Yorku. 2007. Adam je donirao milijun dolara klubu "Dečki i cure" u New Hampshiru.

## Filmografija

### Film
| Godina | Film                               | Uloga                      |
| 1989.  | Prelazak preko                     | Schecky Moskowitz          |
| 1992.  | Shakes the Clown                   | Dink the Clown             |
| 1993.  | Coneheads                          | Carmine                    |
| 1994.  | Airheads                           | Pip                        |
| 1994.  | Mixed Nuts                         | Louie                      |
| 1995.  | Billy Madison                      | Billy Madison              |
| 1996.  | Sretni Gilmore                     | Happy Gilmore              |
| 1996.  | Otporan na metke                   | Archie Moses               |
| 1998.  | The Wedding Singer                 | Robbie Hart                |
| 1998.  | Dirty WorkSatan                    | Sotona                     |
| 1998.  | Vodonoša                           | Robert "Bobby" Boucher Jr. |
| 1999.  | Tata od formata                    | Sonny Koufax               |
| 1999.  | Deuce Bigalow: Male Gigolo         | Robert Justin              |
| 2000.  | Vražji Nicky                       | Nicky                      |
| 2001.  | Životinja                          | Townie                     |
| 2002.  | Mr. Deeds                          | Longfellow Deeds           |
| 2002.  | Punch-Drunk Love                   | Barry Egan                 |
| 2002.  | 8 ludih noći                       | Davey Stone                |
| 2002.  | A Day with the Meatball            | Glumi sebe                 |
| 2002.  | Zgodni komad                       | Mambuza Bongo Guy          |
| 2003.  | Anger Management                   | Dave Buznik                |
| 2003.  | Paul Shore je mrtav                | Glumi sebe                 |
| 2003.  | Glupost                            | Glumi sebe                 |
| 2003.  | Trener                             | Couch Testing Guy          |
| 2004.  | 50 prvih spojeva                   | Henry Roth                 |
| 2004.  | Spanglish                          | John Clasky                |
| 2005.  | Zatvorski krug                     | Paul Crewe                 |
| 2005.  | Deuce Bigalow: European Gigolo     | Javier Sandooski           |
| 2006.  | Klik - za savršen život            | Michael Newman             |
| 2007.  | Reign Over Me                      | Charlie Fineman            |
| 2007.  | Proglašavam vas Larryjem i Chuckom | Chuck Levine               |
| 2008.  | You Don't Mess with the Zohan      | Zohan                      |

#### Nadolazeće
| Godina | Nadolazeći Film   | Uloga |
| 2008.  | Priće za laku noć |       |
| 2009.  | Smiješni ljudi    |       |

### Televizija
| Godina        | Serija/Emisija           | Uloga                |
| 1987. – 1990. | Remote Control           |                      |
| 1987. – 1988. | Cosby Show               | Smitty               |
| 1990.         | The Marshall Chronicles  | Usher                |
| 1990.         | ABC Afterschool Specials | Drug Dealer          |
| 1990. – 1995. | Saturday Night Live      |                      |
| 2001.         | Nedeklarirani            | Glumi sebe           |
| 2003.         | Couch                    | Couch Testing Guy    |
| 2005.         | Bijeg                    | Henry Roth           |
| 2005.         | Kralj Queensa            | Jeff "zvjer" Sussman |

## Vanjske poveznice
- Službena stranica
- Adam Sandler u internetskoj bazi filmova IMDb-u (engl.)